# Comunità montana Alto Verbano
La Comunità montana Alto Verbano è un'ex comunità montana della regione Piemonte, soppressa nel 2009 e confluita, insieme alla Comunità montana Valgrande e alla comunità montana Valle Cannobina nella nuova Comunità montana del Verbano. Il 28 settembre 2012 anch'essa venne soppressa e i comuni di Cannero Riviera, Ghiffa Oggebbio e Trarego Viggiona entrarono a far parte dell'unione di comuni del Lago Maggiore.

## Storia
Cinque comuni erano interamente compresi nella Comunità Montana: Cannero Riviera, Ghiffa e Oggebbio, che si affacciano sul Lago Maggiore, mentre Bee e Premeno sono ubicati in collina; Trarego Viggiona era compreso solo in parte, una porzione del suo territorio era infatti inserita anche nella Comunità montana Valle Cannobina.
Lo scopo principale della Comunità montana Alto Verbano era quello di favorire lo sviluppo della valle e dei comuni coinvolti nella salvaguardia del patrimonio ambientale e culturale proprio.
La sede della Comunità montana si trovava a Ghiffa.